# IPad mini
L'iPad mini est une tablette tactile conçue par la société américaine Apple et présentée au public le 23 octobre 2012. Il reprend les fonctionnalités et le design général de l'iPad original dans un format plus compact. Son écran rétina mesure 7,9 pouces de diagonale contre 9,7 pouces pour le grand modèle. Il est disponible, le 2 novembre 2012, à partir de 339 € en 16 Go et Wi-Fi et de 469 € en 16 Go et Wi-Fi + 4G. Il hérite une bonne partie des caractéristiques matérielles de l'iPad 2. Ses différentes versions sont l'iPad mini 2, sorti le 22 octobre 2013, l'iPad mini 3, sorti le 17 octobre 2014, l'iPad mini 4, sorti le 21 octobre 2015, l'iPad mini 5, sorti le 18 mars 2019 et l'iPad mini 6 sorti le 24 septembre 2021.

## Genèse

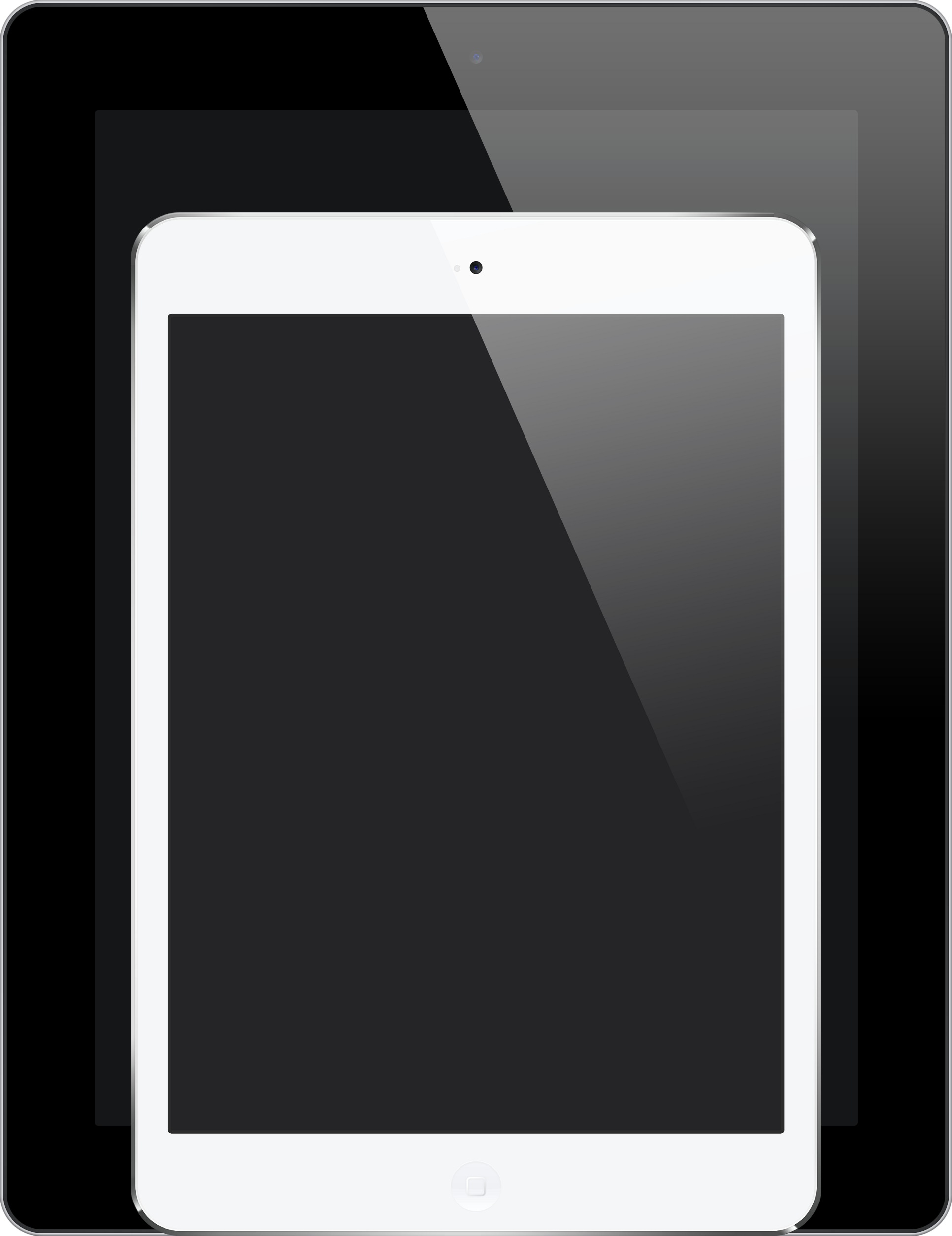
Un iPad mini comparé à un iPad de 3e génération.

Steve Jobs n'était pas convaincu par l'idée d'un iPad doté d'un écran plus petit. La diagonale de 9,7 pouces lui semblait idéale. Il déclarait même, le 18 octobre 2010 : « Les tablettes de 7 pouces sont des hybrides, trop grandes pour concurrencer un smartphone et trop petites pour concurrencer un iPad ». La qualité de la navigation Internet sur une tablette de petite taille, surtout, déplaisait à Jobs. Toutefois, dans un courriel du 24 janvier 2011, Eddy Cue, le vice-président à la tête des services Internet d'Apple, indique qu'après lui avoir à nouveau soumis le projet, Jobs semblait « bien plus réceptif ».
C'est après la mort de Steve Jobs que Tim Cook concrétise le projet. Il semble qu'Apple ne pouvait pas ne pas être présent sur le segment des tablettes de 7 pouces. Bien que la tablette ne disposait pas initialement d'écran Retina, sa commercialisation est un succès. Sa taille est idéale pour la lecture et son poids plume permet une prise en main très confortable, surtout comparé à l'iPad, deux fois plus lourd que le mini.

## Caractéristiques matérielles des différentes versions

### Première génération
- L'iPad mini 1 possède un écran de 7,9 pouces d'une définition de 1 024 × 768 pixels à 163 ppp. Il s'agit de la même définition que celle de l'iPhone et de l'iPad original, ce qui permet une pleine compatibilité des applications. L'iPad mini est également équipé d'une puce A5 bicœur (la même que celle de l'iPad 2), d'une caméra frontale FaceTime HD, d'une caméra de 5 mégapixels, de la technologie LTE, du Wi-Fi 802.11n avec compatibilité avec les nouvelles bandes 5 GHz, du nouveau connecteur propriétaire Lightning et d'une batterie inamovible pour le particulier de 4 490 mAh qui lui assure une autonomie de 10 heures. Assemblé dans une coque unibody, l'iPad mini Wi-Fi a une épaisseur de 7,2 mm et un poids de 308 g. Il existe en six modèles : trois modèles Wi-Fi (16, 32 et 64 Go) et trois modèles Wi-Fi et cellulaire 4G  LTE (16, 32 et 64 Go). Chaque modèle est disponible en deux coloris : gris sidéral-ardoise et blanc-argenté.

### Deuxième génération
- L'iPad mini 2 possède quant à lui un écran de même taille (7,9 pouces), mais d'une définition de 2 048 x 1 536 px à 326 ppp. Il s'agit cette fois de la même définition que sur l'iPad Air et sur l'iPhone 4. Contrairement à l'iPad mini original qui reprenait les caractéristiques de l'iPad 2, le nouveau modèle est à comparer sur le plan matériel à l'iPad Air avec lequel il partage toutes ses caractéristiques techniques. Il est équipé d'un processeur Apple A7 avec architecture 64 bits, d'un coprocesseur de mouvement Apple M7, de deux antennes Wi-Fi au lieu d'une, des technologies de Bluetooth MIMO et 4G LTE (modèle cellulaire uniquement, pleinement compatible avec les réseaux français). Sa mémoire vive passe de 512 Mo à 1 Go. Sa batterie inamovible lui assure toujours une autonomie de 10 heures. Il est fourni avec un chargeur de 10 W contre 5 W précédemment.Cette nouvelle version prend 0,3 mm d'épaisseur et 23 g par rapport à la version initiale.  Le coloris noir-ardoise est remplacé, comme sur tous les autres produits Apple, par une nouvelle couleur censée être moins fragile : le gris sidéral.

### Troisième génération
- L'iPad mini 3, sorti le 17 octobre 2014, a pour principale nouveauté son capteur d'empreinte digitale Touch ID permettant de le déverrouiller sans utiliser de code.

### Quatrième génération
- L'iPad mini 4, sorti le 21 octobre 2015, a des performaces de processeur, mémoire vive et capteur photo améliorées. Il est équipé d'un processeur Apple A8 avec architecture 64 bits, d'un coprocesseur de mouvement Apple M8. Sa mémoire vive passe de 1 à 2 Go. Son capteur photo passe de 5 à 8 Mpx.

### Cinquième génération
- L'iPad mini 5, sorti le 18 mars 2019, après quatre ans sans renouvellement, a des performances de processeur, mémoire vive et capteur photo améliorées. Il est équipé d'un processeur Apple A12 avec architecture 64 bits, d'un coprocesseur de mouvement Apple M12. Sa mémoire vive passe de 2 à 3 Go. Son capteur photo avant passe de 1,2 à 7 Mpx. Il gagne également une boussole numérique. Depuis la version initiale son design est toujours inchangé[3].

### Sixième génération
- L'iPad mini 6, sorti le 24 septembre 2021, et présenté en même temps que les iPhones 13 est doté de la nouvelle puce A15. Parmi les nouveautés, il a notamment un tout nouveau design aux bords carrés à l'image du dernier iPad Air, Touch ID intégré au bouton supérieur, un capteur photo ultra grand angle 12 Mpx à l'avant,  et il est compatible avec l'Apple Pencil 2e génération.

## Caractéristiques logicielles

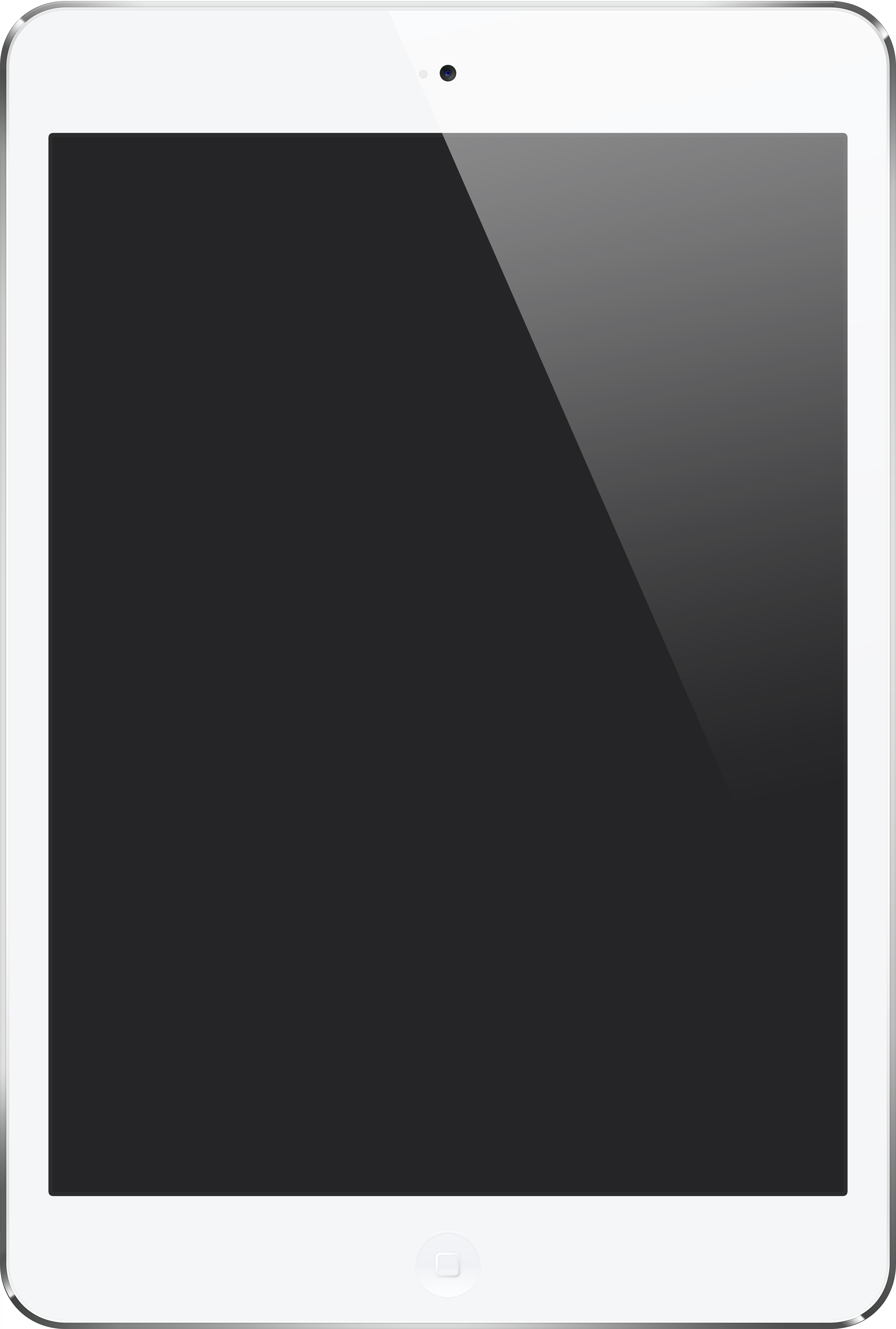
A le méme form iPad (2e génération)

L'iPad mini (1re génération) est initialement fourni avec iOS 6.0. Ayant la même définition (1 024 × 768 px) que l'iPad 2, il accepte toutes les applications s'exécutant sur l'iPad 2. Les applications de base livrées avec la tablette sont : Safari, Mail, FaceTime, App Store, iTunes, Photo Booth, Messages, Photos, Vidéos, Plans, Musique, Game Center, Horloge, Contacts, Rappels, Calendrier, Notes, Kiosque et Appareil photo. Les applications Météo, Bourse et Passbook, propres à l'iPhone et à l'iPod touch et absentes de l'iPad, ne sont pas fournies. Depuis iOS 7, tout client achetant un iPad mini a droit aux suites iLife et iWork gratuitement.

## Similitudes avec d'autres modèles
L'iPad mini possède un écran de 7,9 pouces, ce qui le rapproche de tablettes Android comme le Samsung Galaxy Tab 7.7, dévoilé début 2012, de la Kindle Fire d'Amazon et du Nexus 7 de Google et Asus, sortis en septembre 2012.
Certains journalistes spécialisés l'ont même considéré avec humour comme un gros Samsung Galaxy Note II.